# Kecamatan Purwosari (distrikt i Indonesien, lat -7,22, long 111,67)
Kecamatan Purwosari är ett distrikt i Indonesien.   Det ligger i provinsen Jawa Timur, i den västra delen av landet, 500 km öster om huvudstaden Jakarta.